# UFC 52
UFC 52: Couture vs. Liddell II foi um evento de artes marciais mistas promovido pelo Ultimate Fighting Championship, ocorrido em 16 de abril de 2005 no MGM Grand Arena em Paradise, Nevada. 

## Background
O evento principal da noite foi a luta entre os dois treinadores do The Ultimate Fighter 1, Randy Couture e Chuck Liddell.
Esse foi o evento que mais arrecadou dinheiro na história do UFC. Dan Severn foi introduzido ao Hall da Fama do UFC nesse evento.

## Resultados
Nota 1 Pelo Cinturão Meio-Pesado do UFC.

Nota 2 Pelo Cinturão Meio-Médio do UFC.